# Кириллов, Андрей Игоревич
Андрей Игоревич Кириллов (16 декабря 1949 года — 28 августа 2021 года) — советский и российский физик и математик, специалист в области функционального анализа, теоретической и математической физики, доктор физ.-мат. наук (1993), профессор (1995), автор более ста научных и научно-педагогических работ, учебных и методических пособий. Лауреат премии имени А. Н. Колмогорова (совместно с В. И. Богачёвым и С. В. Шапошниковым) (2018).

## Биография
Родился в семье инженеров: отец — И. Ф. Кириллов (1927—1964), авиационный инженер, подполковник; мать — О. А. Кириллова (Кузнецова) (1928—2016), инженер-железнодорожник.
В 1966 г. окончил Вторую московскую школу и поступил на физфак МГУ. По окончании университета (1972) учился в аспирантуре, в 1976 г. защитил в ОИЯИ (Дубна) кандидатскую диссертацию. В 1975—2011 гг. преподавал на кафедре высшей математики МЭИ (с 1995 г. профессор), читал лекции по всем общим и специальным разделам высшей математики. В 1989—1991 гг. участвовал в эксперименте по подготовке студентов двух факультетов МЭИ по специальности «Инженерное проектирование», в составе временного коллектива преподавателей представлял кафедру ВМ. В 2008—2011 гг. преподавал годовой математический курс магистрам радиотехнического факультета.
В 1991 г. был одним из инициаторов создания Независимого московского университета, состоявшего из двух колледжей: математического и математической физики и стал одним из его учредителей и преподавателей. В числе учредителей были академики С. П. Новиков, Л. Д. Фаддеев, чл.-корр. А. А. Славнов, доктора физ.-мат. наук О. И. Завьялов (декан), М. К. Поливанов (зам. декана) и другие учёные.
В 1993 г. защитил в МИАНе докторскую диссертацию «Стохастическое операционное исчисление и его применения в квантовой теории».
С начала 90-х гг. был членом редколлегии журнала «Теоретическая и математическая физика», в 1995—2000 гг. отв. секретарь.
В конце 90-х гг. начал работу над книгами серии «Решебник»: в 2000 г. в издательстве ФИЗМАТЛИТ вышел «Решебник. Высшая математика» (в соавторстве с О. В. Зиминой и Т. А. Сальниковой), в 2001 г. — «Решебник. Высшая математика. Специальные разделы», в 2002 г. профессор М. Н. Кирсанов выпустил «Решебник. Теоретическая механика» (все книги выходили под редакцией А. И. Кириллова).
Много сил и времени уделял совершенствованию системы высшего образования: с середины 80-х гг. был деятельным членом Научно-методического совета по математике (Минвуза СССР, с 1988 г. Госкомитета по народному образованию, с 1992 г. Минобрнауки РФ): в разные годы был учёным секретарём, возглавлял секцию компьютерной поддержки математического образования, одним из организаторов научных конференций по математике и математическому образованию. Главным его делом было составление программ по математическим дисциплинам для инженерно-технических и сельскохозяйственных специальностей вузов (вместе с А. И. Плисом и другими членами НМС). 16 апреля 1992 г. Комитет высшей школы Минобрнауки РФ издал приказ «об организации Экспертного совета по циклу общих естественнонаучных дисциплин», председателем назначен физик А. Д. Гладун, его заместителем — математик А. И. Кириллов.
В 2002 г. назначен начальником Отдела математики, механики и информатики Управления конкурсных проектов РФФИ; в 2004 г. — начальником Управления математики, механики, информатики и информационных технологий (до марта 2016 г. совмещал обе должности). В знак протеста против политики председателя Совета Фонда в марте ушёл из РФФИ.
На пенсии продолжал насыщенную научную деятельность: участвовал в конференциях, писал статьи, был оппонентом на защите докторской диссертации, работал над книгами серии «Образование, наука и просвещение на пути из прошлого в будущее» (в соавторстве с О. В. Зиминой). В 2017 году вышла первая книга серии — «От древней Руси до Советской России»; в 2019 году — первый том второй книги «Советская Россия. 1917—1953».
В начале работы над вторым томом («Советская Россия. 1953—1968».) тяжело заболел и скончался 28 августа 2021 года. Похоронен в Москве на Донском кладбище.

## Участие в конференциях
Со студенческих лет участвовал во многих конференциях, школах молодых учёных и других мероприятиях, проходивших в СССР, а с 1992 г. в России. Впервые за рубеж был приглашён на две недели в Японию. Выступал с лекциями и докладами в Киото, Нагойе и Токио.
В августе 1992 г. был единственным представителем России на VII Международном конгрессе по математическому образованию (СССР в них не участвовал), проходившем в Канаде недалеко от Монреаля (франкоязычная провинция Квебек). Два его выступления (на англ. яз.) и беседы с руководителями и участниками конгресса (на франц. яз.) произвели впечатление и подтвердили мнение о высоком уровне математической науки и обучения в России.
С этого времени он получал приглашения почти из всех стран Европы, выступал с лекциями и докладами в университетах и на конференциях, занимался исследованиями с приглашавшими его учёными; ежегодно участвовал в заседаниях European Seminar on Mathematics in Engineering Education, проходивших в разных странах в рамках SEFI. В 1997 г. был приглашён заниматься исследованиями в Центре Эмиля Бореля Института Анри Пуанкаре в Париже (провёл там месяц, хотя пригласили на семестр).
В 1990—2018 гг. был одним из организаторов и участников многих конференций по математике, механике и образованию, проходивших Москве, Чебоксарах и других городах России. В июле 2018 г. он сделал доклад на Международной конференции в Суздале — он стал его последним выступлением.

## Награды и премии
- почётное звание "Ветеран труда МЭИ".
- Серебряная медаль ВДНХ
- Нагрудный знак Госкомитета СССР по народному образованию «За отличные успехи в работе».
- Премия Госкомитета СССР по народному образованию, 1991 г.[2]
- Премия имени А. Н. Колмогорова (2018, совместно с В. И. Богачёвым и С. В. Шапошниковым) — за цикл работ «Стационарные уравнения Колмогорова»

## Основные публикации
- О двух математических проблемах канонического квантования. I—IV. // ТМФ. Т. 87, N 1, 1991. С. 22-33. Т. 87, N 2, 1991. С. 163—172. Т. 91, N 3, 1992. С. 377—395. Т. 93, N 2, 1992. С.249-263.
- Броуновское движение со сносом и её применение в теории интегрирования. //  Теория вероятн. и её примен. 38 (1993), с. 629—635.
- On the most probable paths of particles in stochastic mechanics. Phys. Lett. A. 195 (1994), 277—283.
- Поле типа sin-Gordon в пространстве-времени произвольной размерности: существование меры Нельсона. // ТМФ. Т. 97, N 1, 1994. С. 12-28.
- Бесконечномерный анализ и квантовая теория как исчисление семимартенгалов. // УМН, 49 (1994), вып. 3, 43-92.
- Поле типа sin-Gordon в пространстве-времени произвольной размерности: стохастическое квантование. // ТМФ. Т. 105, N 2, 1995. С.179-197.
- О восстановлении мер по их логарифмическим производным. //  Известия РАН: Серия математическая. Т. 29, N 1, 1995, 121—138.
- Производящие функционалы S-матрицы и функций Швингера в WN-анализе. //  ТМФ. Т. 111, N 1, 1997.
- On the theory of metastable states. //  Found. of Phys. 27 (1997), 1701—1708.
- Обобщённые дифференцируемые продакт-меры. //  Мат. заметки. Т. 63, вып. 1, 1998, с. 37-55 (2010).
- Инвариантные меры диффузий с градиентным сносом (в соавт. с В. И. Богачёвым и С. В. Шапошниковым). //  Докл. РАН, т. 434, N 6, c. 730—734 (2011)
- О вероятностных и интегрируеиых решениях стационарного уравнения Колмогорова (в соавт. с В. И. Богачёвым и С. В. Шапошниковым). //  Докл. РАН, т.438, вып. 2, с. 154—159 (2012).
- Using Lyapunov functions in proofs of existence of solutions tu stochastic equations. Global and Stochastic Analysis. Vol. 2, N 1, 2012.
- Стационарное уравнение Фоккера—Планка—Колмогорова с потенциалом (в соавт. с В. И. Богачёвыи и С. В. Шапошниковым). // Докл. РАН, т.454, N 2, с. 131—136 (2014).
- Расстояния между стационарными распределениями диффузий и разрешимость нелинейных уравнений Фоккера--Планка--Колмогорова (в соавт. с В. И. Богачёвым и С. В. Шапошниковым). //  Теория вероятн. и её примен. 2017. Т. 62, N 1. C. 16-43.

### Учебные пособия
- Кириллов А.И. Векторный анализ обобщённых функций. М.: Изд-во МЭИ, 2000, 60 с.
- Зимина О.В., Кириллов А.И., Сальникова Т.А. Высшая математика (Решебник). М.: Наука, 2000, 368 с.
- Афанасьев В.И., Зимина О.В., Кириллов А.И., Петрушко И.М., Сальникова Т.А. Высшая математика. Специальные разделы (Решебник). М.: Наука, 2001, 400 с.
- Зимина О.В., Кириллов А.И. Обучающий компьютерный пакет РЕШЕБНИК.ВМ. Гос. регистрация НТЦ Информрегистр № 0320301148. 2004 г.

### Выступления на общ. темы
- Кудрявцев Л.Д., Кириллов А.И., Бурковская М.А., Зимина О.В. О тенденциях и перспективах математического образования // Научно-методический совет по математике Минобразования России
- Роль фундаментальной науки в развитии общества. Вестник Московского университета. Серия 20. Педагогическое образование. 2012, N 1, с. 6-36.